# Cetirizina
La cetirizina è un farmaco antistaminico di seconda generazione, antagonista dei recettori H1. Si tratta del metabolita maggiore dell'idrossizina e ne condivide la maggior parte degli effetti. Il farmaco è distribuito in Italia con diversi nomi commerciali, Zirtec, Cerchio, Formistin, Reactine, Stamidix e Ceteris e funziona bloccando i recettori dell'istamina H1.

## Chimica
Di seguito le modalità di sintesi del composto, come riportato nel 1985 da Baltes, De Lannoy e Rodriguez:

## Farmacodinamica
La cetirizina è un racemo e un antiallergico che si caratterizza per l'attività specifica antagonista dei recettori istaminici H1.
In soggetti allergici il farmaco inibisce le reazioni cutanee ad alcuni neuropeptidi che sono coinvolti nella reazione allergica, il VIP (polipeptide vasoattivo intestinale) e la sostanza P. L'effetto di inibizione è raggiunto a distanza di due ore dall'assunzione e perdura per almeno 24 ore. La cetirizina inoltre, dopo stimolazione con alcuni allergeni, è in grado di inibire il reclutamento degli eosinofili e il rilascio di leucotriene B4. Il farmaco inibisce l'espressione della molecola di adesione cellulare vascolare VCAM-1 in pazienti che soffrono di dermatite atopica e psoriasi.

## Farmacocinetica
Dopo somministrazione orale il farmaco viene ben assorbito dal tratto gastrointestinale. Il farmaco si distribuisce ai tessuti biologici e le concentrazioni plasmatiche massime sono raggiunte nel giro di un'ora. L'emivita del farmaco è intorno alle 8 ore. La cetirizina oltrepassa la barriera ematoencefalica con difficoltà, il che rende conto dei minori effetti sedativi del farmaco, se paragonato ad altri antistaminici.
Il legame con le proteine plasmatiche è del 93%. La cetirizina viene metabolizzata a livello epatico in minima quantità e in un metabolita inattivo. L'eliminazione avviene per via renale: il 60-70% del farmaco è eliminato immodificato in 24 ore. Un ulteriore 10% viene escreto con le urine nell'arco di 96 ore. Funzionalità renale o epatica ridotte possono determinare un'eliminazione più lenta prolungandone l'emivita.

## Usi clinici
Il farmaco è autorizzato in Italia per il trattamento della rinite allergica stagionale e perenne, della congiuntivite allergica e dell'orticaria cronica idiopatica.
Trova inoltre indicazione nel trattamento delle allergie, della febbre da fieno, dell'angioedema. È stato inoltre utilizzato come sintomatico nella dermatite atopica intrinseca.
La cetirizina è un farmaco efficace nel trattamento dei sintomi della malattia di Kimura, una rara malattia che si verifica soprattutto nei giovani uomini asiatici e che colpisce i linfonodi e i tessuti molli della testa e del collo, dando luogo a delle lesioni simili a tumori. Il farmaco è estremamente valido nel trattamento del prurito associato a queste lesioni, date le sue proprietà di efficace agente antinfiammatorio e di azione antiprurito. Si ritiene che sia proprio l'inibizione degli eosinofili la chiave per il trattamento della malattia di Kimura, dato il ruolo rivestito da queste cellule nelle lesioni della pelle.
La cetirizina è inoltre usata nella profilassi antiallergica per pazienti sottoposti a esami clinici che prevedono l'uso del mezzo di contrasto.

## Effetti collaterali e indesiderati
In corso di trattamento si possono registrare capogiro, cefalea, eccessiva sonnolenza diurna, affaticamento, agitazione, confusione mentale, depressione, allucinazioni. In alcuni soggetti si verifica difficoltà nella minzione, disturbi dell'accomodazione dell'occhio e secchezza delle fauci, sintomi di tipo anticolinergico, anche se il farmaco è relativamente privo di tale attività.
Sono stati segnalati rari casi di epatite acuta o di alterazione della funzionalità epatica con innalzamento delle AST e ALT nonché della bilirubina. La maggior parte di questi casi si risolve con l'interruzione del trattamento.

## Controindicazioni
Il farmaco è controindicato nei soggetti con ipersensibilità nota al principio attivo. La cetirizina è inoltre controindicata nei soggetti con grave insufficienza renale, mentre nei pazienti adulti con insufficienza renale lieve o moderata la dose deve essere ridotta a 5 mg al giorno.

## Dosi terapeutiche
La dose raccomandata di cetirizina negli adulti e nei bambini di età superiore ai 12 anni è di 10 mg al giorno, da assumersi preferibilmente alla sera.
Il farmaco può essere somministrato anche nei bambini di età compresa tra i 6 e i 12 anni, ma in tal caso la dose deve essere dimezzata (5 mg al giorno). Per i bambini di età superiore a 1 anno esiste una forma farmaceutica in gocce orali: il dosaggio varia da 2,5 a 5 mg al giorno. La durata del trattamento è variabile a seconda della patologia da trattare. Nel trattamento della febbre da fieno in genere sono sufficienti da 3 a 6 settimane di terapia. Nel trattamento dell'orticaria cronica o della rinite allergica cronica il trattamento può essere molto più prolungato (fino a 1 anno).
Come molti altri farmaci antistaminici, la cetirizina si trova in commercio in associazione con la pseudoefedrina cloridrato, un decongestionante.

## Gravidanza e allattamento
In caso di utilizzo del farmaco in gravidanza, in letteratura esiste un numero limitato di studi su animali che non indicano effetti dannosi diretti o indiretti su embrione o feto né problemi al momento del parto o nello sviluppo post-natale. Tuttavia il farmaco può essere utilizzato in gravidanza solo in caso di effettiva necessità.
Si deve evitare di utilizzare la cetirizina in donne che allattano al seno in quanto non vi sono dati disponibili sull'escrezione del farmaco nel latte umano.

## Interazioni
La cetirizina associata ad alcol o altre sostanze depressive del sistema nervoso centrale (SNC) può potenziarne gli effetti e per questo motivo tali associazioni richiedono particolare cautela. Il farmaco altera la risposta ai test allergologici, perciò deve essere sospeso almeno tre giorni prima della loro esecuzione.